# Еберхард фон дер Реке
Еберхард Фридрих Кристоф Лудвиг фон дер Реке (на немски: Eberhard Friedrich Christoph Ludwig Freiherr von der Recke; von der Reck; von Recke zu Stockhausen; * 15 декември 1744 в Щокхаузен в Любеке; † 20 март 1816 в Мерзебург) е фрайхер от Саксония-Анхалт, пруски политик, министър и от 1813 до 1815 г. цивилен губернатор на Саксония.
Той е син на фрайхер Вилхелм Кристианфон дер Реке (1707 – 1764) и съпругата му София Доротея Фридерика фон Рохов (1721 – 1757), сестра на реформатора Фридрих Еберхард фон Рохов (1734 – 1805), дъщеря на пруския държавен министър Фридрих Вилхелм III фон Рохов (1690 – 1764) и Фридерика фон Гьорне (1700 – 1760). Брат е на граф (пруски граф на 7 август 1817) Филип Хайнрих Кристиан фон дер Реке фон Фолмерщайн (1741 – 1840) и на фрайхер Карл Фридрих Леополд фон дер Реке (1746 – 1810).
Еберхард фон дер Реке следва право и след това през 1771 г. става президент на управлението в Минден, 1780 г. получава същата позиция в Клеве. В Минден той основава семинар за учители.
По нареждане на крал Фридрих Велики той става на 30 декември 1784 г. пруски министър на правосъдието и едновременно е президент на „Пруския главен трибунал“.
През 1807 г. след френската окупация на Прусия той е пенсиониран. От 1813 г. до края на Виенския конгрес (1814 – 1815) той управлява „Генералния гувернемент Саксония“ по време на отсъствието на затворения крал Фридрих Август I.
Той умира през 1816 г. в ново-снованото Херцогство Саксония в Мерзебург.
Фрайхер фон дер Реке е рицар на Ордена Черен орел и кралския пруски Орден на Йоанитите.

## Фамилия
Еберхард фон дер Реке се жени на 12 април 1784 г. за фрайин Елиза Доротея Луиза Винке (* 9 януари 1763; † 24 октомври 1838 в Обернфелде), сестра на пруския министър Лудвиг фон Винке (1774 – 1844), дъщеря на Ернст Идел Йобст Винке (1738 – 1813) и София Луиза фон Бутлар-Елберберг (1739 – 1806). Те имат децата:
- Карл фон дер Реке (* 21 май 1794; † 18 ноември 1873)[2], женен за Луиза Амалия Александрина Елеонора фон Гронсфелд-Дипенбройк и Ампел (* 4 март 1800 † 28 май 1870)
- Еберхардина фон дер Реке (* 25 януари 1785; † 24 октомври 1851), омъжена на 30 декември 1810 г. в Берлин за граф Хайнрих фон Щолберг-Вернигероде ( * 25 септември 1772; † 16 февруари 1854), брат на Константин фон Щолберг-Вернигероде и Антон фон Щолберг-Вернигероде
- Ернестина Филипина Фридерика Каролина фон дер Реке (* 23 юни 1786, Берлин; † 27 август 1874, Яновитц), омъжена на 30 септември 1804 г. в Берлин за граф Константин фон Щолберг-Вернигероде (* 25 септември 1779; † 19 август 1817)
- Луиза Тереза Шарлота Фридерика Каролина фон дер Реке (* 16 октомври 1787, Берлин; † 6 април 1874, Потсдам), омъжена на 12 юни 1809 г. в Берлин за граф Антон фон Щолберг-Вернигероде (* 23 октомври 1785; † 11 февруари 1854), брат на съпрузите на сестрите ѝ
- Емилия Каролина Фредерика фон дер Реке(* 16 февруари 1790; † 21 януари 1849), омъжена 1813 г. за граф Лудвиг Ернст Фридрих Вилхелм фон Мюнстер-Лангелаге (* 6 ноември 1774; † 9 май 1824)[3]
- Ернестина Каролина Адолфина фон дер Реке (* 6 февруари 1792; † 6 февруари 1876), омъжена 1819 г. за Лудвиг Фридрих Ернст Карл Вилхелм фон Мюнстер-Лангелаге (* 10 януари 1787; † 23 януари 1862), хановерски генерал-лейтенант (брат на Лудвиг Ернст Фридрих Вилхелм)